# Charles Christian Lauritsen
Charles Christian Lauritsen (Holstebro, 4 de abril de 1892 — 13 de abril de 1968) foi um físico estadunidense nascido na Dinamarca. A partir da década de 1940, trabalhou regularmente em programas de pesquisa militar dos EUA 

## Juventude e carreira
Lauritsen nasceu em Holstebro, Dinamarca, se graduando em arquitetura na Odense Tekniske Skole, no ano de 1911. Em 1917 ele emigrou para os Estados Unidos com sua esposa Sigrid Henriksen e filho Tommy, primeiro para a Flórida e depois para Boston, onde trabalhou como projetista de embarcações durante a Grande Guerra e foi um testemunha da inundação de melaço de Boston. Em 1921 ele estava trabalhando em Palo Alto na comunicação de rádio entre o navio e a costa. Ele se interessou pelo design de receptores de rádio e, por alguns meses, em 1922, trabalhou com dois sócios na construção dos aparelhos. Em 1923, ele se mudou para  St. Louis, onde foi engenheiro-chefe da Kennedy Corporation, uma produtora de receptores de rádio para o consumidor.
Em 1926, Lauritsen assistiu a uma palestra pública de Robert Millikan que, posteriormente, em uma conversa casual, o convidou para visitar o Caltech. Lauritsen e sua família logo se mudaram para Pasadena, onde ele se formou em física. Em 1929 ele recebeu seu Ph.D. e em 1930 ele se juntou ao corpo docente do departamento de física. Ele passou o resto de sua carreira acadêmica como Professor de Física nesta instituição, finalmente se aposentando em 1962.
Em 1928, ele e Ralph D. Bennett desenvolveram tubos de raios X de voltagem excepcionalmente alta. Em 1932, Lauritsen converteu um de seus tubos de raios X em um acelerador de prótons e íons de hélio e começou a estudar as reações nucleares. Em 1934, Lauritsen e H. Richard Crane usaram uma amostra de deutério recentemente descoberta, obtida de G.N. Lewis em Berkeley, para gerar nêutrons com os quais eles fizeram a primeira radioatividade artificial produzida por acelerador. Mais tarde, ele mediu a radiação produzida quando um pósitron e um elétron se aniquilam. Uma de suas descobertas mais significativas foi mostrar que os prótons podem ser capturados por um núcleo de carbono, liberando raios gama. Este processo de captura radiativa foi aplicado ao estudo dos processos nucleares no coração de uma estrela e à produção dos elementos mais pesados.
Em 1937, ele inventou um detector de radiação chamado eletroscópio Lauritsen, amplamente utilizado como dosímetro de radiação de fibra de quartzo.

## Desenvolvimento de armas
Em 1940, mais de um ano antes de os EUA entrarem na Segunda Guerra Mundial, Lauritsen começou a trabalhar com armas e design de armas. Seu trabalho inicial foi no projeto e desenvolvimento do fusível de proximidade, mas durante a maior parte da guerra ele dirigiu um grande programa na Caltech que desenvolveu e fabricou uma variedade de armas de foguete, principalmente para a Marinha. Nesse sentido, ele ajudou a fundar a Naval Ordnance Test Station (agora The Naval Air Warfare Center, Divisão de Armas, China Lake, com um laboratório com seu nome) em Inyokern, Califórnia. Nos últimos meses da guerra, ele ajudou nos esforços americanos para projetar e construir uma bomba atômica, incluindo o desenvolvimento da "Bomba-Abóbora", uma cópia altamente explosiva da bomba Fat Man.
Ele continuou seu trabalho com armas nos anos que se seguiram à guerra, e muito de seu trabalho foi mantido em sigilo. Entre os projetos em que participou estavam o Projeto Hartwell, o Projeto Charles, o Projeto Michael e o Projeto Vista. Durante a Guerra da Coreia, ele esteve na linha de frente logo após a Batalha de Inchon, observando e avaliando o armamento americano para o Departamento de Defesa. Ele serviu como conselheiro para o governo dos EUA e como membro de muitos comitês e outros grupos.

## Prémios e honrarias
- Eleito para a Academia Real Dinamarquesa de Ciências e Letras, 1939.
- Nomeado Comandante da Ordem de Dannebrog, 1953, pelo ReiFrederico IX da Dinamarca.
- Presidente da American Physical Society, 1951.
- Recebeu o Prêmio Tom W. Bonner, 1967.
- Recebeu o título de Doutor honorário em Direito pela UCLA, 1965.
- Recebeu a Medalha de Mérito do Presidente Harry S. Truman em 1948.

### Eponímia
- A cratera Lauritsen na Lua leva o seu nome.